# Sam Hardy
Samuel Hardy (26. srpna 1882, Newbold – 24. října 1966, Chesterfield) byl anglický fotbalista.
Hrál na postu brankáře za Liverpool, Aston Villu a Nottingham Forest FC.

## Hráčská kariéra
Samuel Hardy hrál na postu brankáře za Chesterfield, Liverpool, Aston Villu a Nottingham Forest FC.
Za Anglii chytal 21 zápasů.

## Úspěchy
Liverpool
- First Division (1): 1905–06

Aston Villa
- FA Cup (2): 1912–13, 1919–20